# Mann mit der eisernen Maske
Der Mann mit der eisernen Maske (oft nur Die Eiserne Maske, † 19. November 1703 in Paris) war von 1669 bis zu seinem Tod 1703 ein Staatsgefangener von Ludwig XIV. in Frankreich. Über seine Identität wird bis heute spekuliert.

## Gefangenschaft

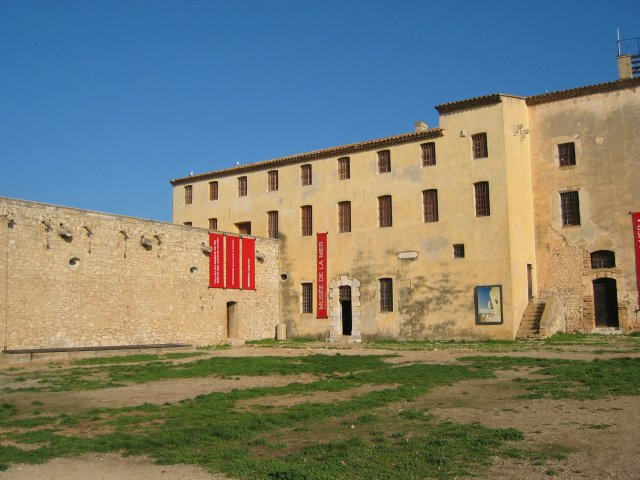
Das Gefängnis auf der Insel Sainte-Marguerite

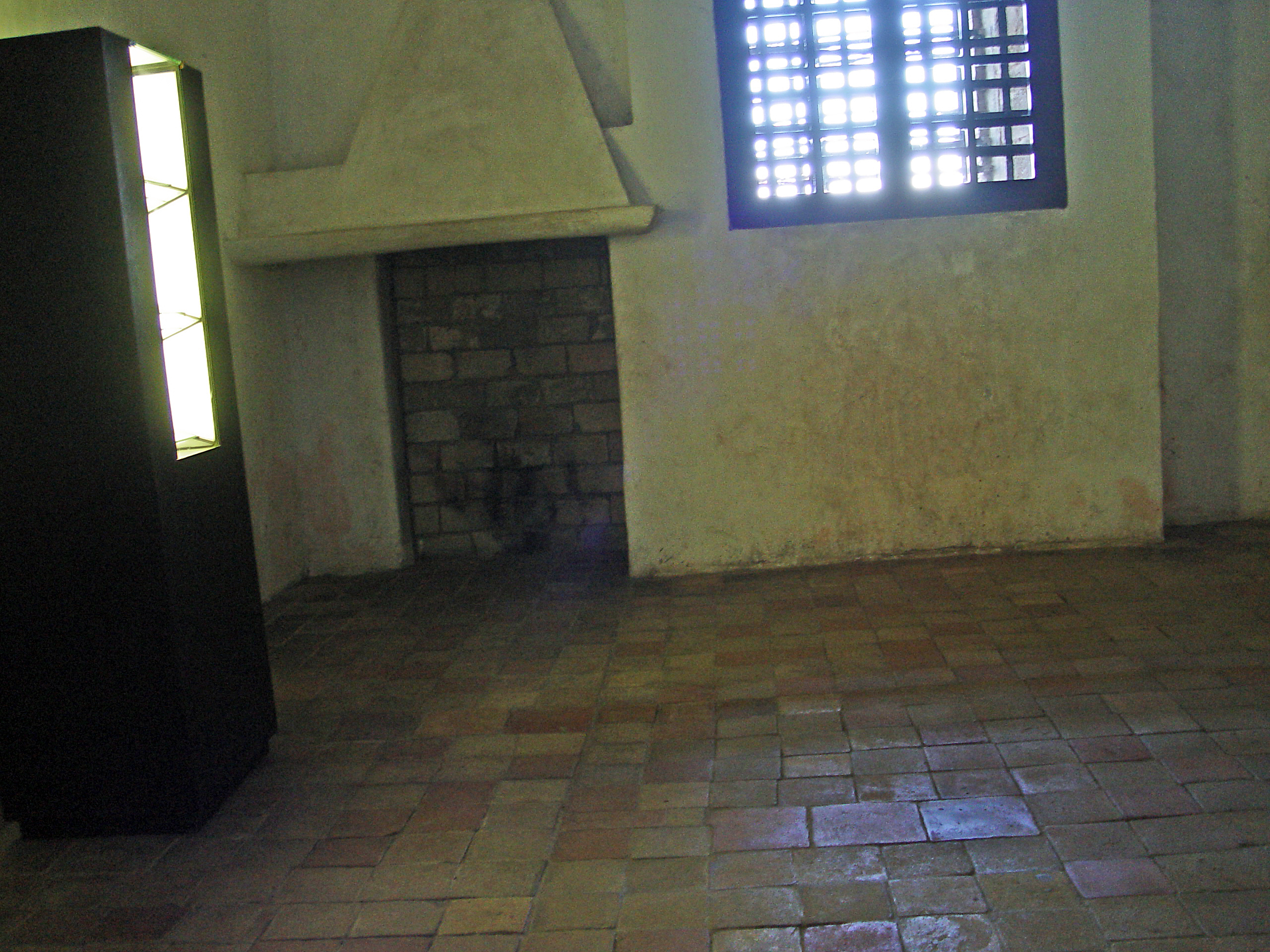
Gefängniszelle der „Eisernen Maske“ auf der Insel Sainte-Marguerite

In Aufzeichnungen des Leutnants in der Bastille du Junca berichtete dieser 1698 von der Einlieferung eines alten Gefangenen in die Bastille, der vom Gefängnisdirektor Bénigne Dauvergne de Saint-Mars gezwungen wurde, stets eine Maske zu tragen.
Durch Archivstudien, die unter anderem den Briefwechsel zwischen dem Kriegsminister Louvois und Saint-Mars (allerdings schon von Louvois stark zensiert, so dass etwa 90 % fehlen) zu Tage brachten und die zum Beispiel in den zitierten Büchern von Marcel Pagnol, Mongredien oder Andrew Lang ausführlich dargelegt werden, ist die folgende Geschichte des Gefangenen recht gut belegt.
Der Mann mit der Maske wurde zuerst am 24. August 1669 in der Festung von Pinerolo (Pignerol) im Piemont inhaftiert. In einem Brief vom 19. Juli kündigt Louvois einen Diener namens Eustache Dauger als einen Gefangenen von höchster Bedeutung an, der aus Dünkirchen gebracht werde, zu diesem Zeitpunkt aber noch nicht verhaftet worden sei. In Pignerol war er mit weiteren hohen Staatsgefangenen wie Nicolas Fouquet und dem Marquis de Lauzun inhaftiert und durfte mit Fouquet Kontakt unterhalten. Er stand Fouquet zeitweise auch als Diener zur Verfügung, wenn dessen Diener La Rivarol krank war. Als Fouquet 1678 größere Freiheiten erbat, machte der König das von der Antwort auf die Frage abhängig, was Dauger seinem Diener Rivarol anvertraut habe. Die Antwort befriedigte den König, und Fouquet wurden Hafterleichterungen gewährt. Nach Fouquets Tod 1680 entdeckte man ein Loch zwischen seiner Zelle und der Lauzuns. Von da an wurden der Mann mit der Maske und Fouquets Diener streng von Lauzun getrennt, der im folgenden Jahr entlassen wurde. Ab 1681 kam der Mann mit der Maske, der nun die Zelle mit de Rivarol teilte, in die 26 km entfernte Festung Exilles in den Alpen (Val di Susa). 1682 wurden die Haftbedingungen auf Anweisung Louvois’ nochmals verschärft, und die beiden wurden bis zu Rivarols Tod 1687 getrennt inhaftiert. Als die Festung Exilles vom Krieg bedroht war, wurde der Mann mit der Maske am 3. Mai 1687 auf die Insel Sainte-Marguerite verlegt, auf der damals anfangs nur ein weiterer Gefangener lebte. Im September 1698 wurde er in die Bastille in Paris verbracht, wo er am 19. November 1703 starb. Bei jedem Ortswechsel wurde der Gefängnisdirektor Saint-Mars mit versetzt, der auf diese Weise 1698 zum Gouverneur der Bastille aufstieg – den Mann mit der Maske und einige andere Gefangene immer im Gefolge.
Der unbekannte Mann musste beim Hofgang und beim Kontakt mit Fremden eine Maske tragen. Dies bezeugten sowohl der spätere Beichtvater der Bastille Griffet als auch einer seiner Bewacher in Saint-Margerite, Blainvilliers. Die Aussage des letzteren ist die erste dokumentierte Erwähnung der Maske.  Bei Todesstrafe für den Mitwisser durfte er mit niemandem Kontakt aufnehmen – der Offizier, der ihn von Dünkirchen überführte, drohte, ihn sofort zu töten, falls er versuche, ihm etwas anzuvertrauen. Bei jedem der Gefängniswechsel wurde darauf geachtet, dass niemand seine Stimme hören, sein Gesicht sehen oder gar mit ihm sprechen konnte. Beim Transport nach Sainte-Marguerite wurde er in einem mit einem Wachstuch verschlossenen Sänften-Stuhl transportiert, so dass er beinahe erstickte. Als Träger wählte man Italiener aus Turin.
Es wurden ihm allerdings zahlreiche Vergünstigungen gewährt. Seine Wäsche wurde in Sainte-Margerite zweimal die Woche gewechselt, er hatte eine möblierte Zelle, einen Diener und erhielt gleich nach Einlieferung alle Bücher, die er verlangte. Er durfte die Laute spielen und wurde bei Bedarf ärztlich versorgt. Für ihn und seinen Diener erhielt Saint-Mars 12 Livres pro Tag für Verpflegung.
Für seine Bewachung wurde kein Aufwand gescheut. Der Bau seiner Gefängniszelle auf der Insel Sainte-Marguerite, eine der Îles de Lérins vor Cannes kostet 5.000 Livres. In Pignerol wurde eine spezielle Zelle gebaut mit drei hintereinander liegenden Türen, damit die Wachen von außen nichts aus der Zelle hören konnten. Sie hatte doppelt vergitterte Fenster, die von außen nicht eingesehen werden konnten. Er wurde vom Gefängnisdirektor persönlich betreut, der ihm die Speisen auftischte. Nach Zeugenaussagen nahmen die Offiziere in seiner Gegenwart den Hut ab und setzen ihn erst nach Aufforderung wieder auf.
Voltaire versuchte bei seiner Inhaftierung in der Bastille 1717 möglichst viel über den Fall zu erfahren. Er behauptete, dass er eine Maske aus Eisen trug, doch war sie aus schwarzem Samt. Allerdings soll sie Stahlteile gehabt haben, damit er essen konnte, während er sie trug. Nach Voltaire war er ein Bruder Ludwigs XIV. – eine These, die Alexandre Dumas in seinem Roman popularisierte – und war bei seinem Tod etwa 60 Jahre alt. Nach Zeugenaussagen hatte er schon 1687 in Exilles graue Haare.

## Hypothesen zu seiner Identität
Die Versuche, den Mann mit der Maske zu identifizieren, sind zahlreich und jede Hypothese hat ihre prominenten und teilweise erbitterten Verfechter. Möglicherweise handelt es sich aber um eine Vermischung von Gerüchten und Tatsachen über verschiedene Gefangene Ludwigs XIV. Diese Erklärung wurde zuerst 1801 von Pierre Roux-Fazillac (1746–1833) vorgeschlagen, einem französischen Revolutions-Deputierten.

### Zwillingsbruder Ludwigs XIV.
Wie schon erwähnt, vertrat Voltaire die These, der Gefangene sei ein Zwillingsbruder Ludwigs XIV. gewesen, den Anna von Österreich und Mazarin an einem anderen Ort aufwachsen ließen. Voltaire behauptet auch, dass der Gefangene bereits 1661, wenige Monate nach dem Tod Mazarins, eingeliefert worden sei, nach seiner Theorie kurz nachdem Ludwig XIV. davon erfahren habe. Auch Marcel Pagnol behauptet, er sei ein auf dem Land und danach in England aufgewachsener Zwillingsbruder Ludwigs XIV. gewesen, der sich in eine Intrige zum Sturz des Königs verwickeln ließ und bei seiner Rückkehr in Dünkirchen verhaftet wurde. Bei der Geburt Ludwigs XIV. waren rund 50 Personen unmittelbar anwesend; erst einige Stunden später zog sich die Königin mit einer Hebamme und einer Hofdame zurück. Nach dieser Theorie wäre später noch ein Zwilling geboren worden, der nach damaligem Recht dann Thronfolger seines älteren Zwillings gewesen und deshalb vom Berater Ludwigs XIII. Kardinal Richelieu beiseite genommen worden sei, um Verwirrungen vorzubeugen, und der daher bei einer Pflegefamilie aufwuchs. Zweifel an dieser Theorie gründen jedoch darin, dass ein weiterer möglicher Thronerbe bei der damaligen Kindersterblichkeit Richelieu höchst willkommen hätte sein müssen. Das Hauptargument von Pagnol scheint zu sein, dass man auch in den 1690er Jahren strikte Anweisung gab, dass das Gesicht nicht erkannt werden dürfe. Bei der Überführung in die Bastille gab Ludwig XIV. Anweisung, dass er von niemandem „gesehen und erkannt“ werden würde („qu’il ne soit vu ni connu de personne“, statt „erkannt“ für connu ist auch die Übersetzung „gekannt“ möglich; Pagnol liefert jedoch Argumente für die erste Version). Die einzige Person, die man damals, so lange Zeit nach der Verhaftung, sofort erkannt hätte, wäre aber der König beziehungsweise sein eineiiger Zwilling gewesen.

### Illegitimer Sohn der Königin
Nach einer anderen Theorie war der Mann mit der Maske ein illegitimes Kind Annas von Österreich, die lange Jahre von ihrem Mann entfremdet lebte. Diskutiert wurde zum Beispiel eine Liaison mit Kardinal Mazarin (de Mihiel 1790), der während ihrer langen Regentschaft ihr Premierminister war, mit dem Herzog von Buckingham (Luchet), oder dem Musketieroffizier Francois de Cavoye, der tatsächlich einen 1637 geborenen Sohn Eustache Dauger hatte. Danach wäre die zufällige Übernachtung Ludwigs XIII. im Louvre, der Residenz der Königin – eine Übernachtung, in deren Verlauf Ludwig XIV. nachweislich gezeugt wurde – ebenso von Richelieu arrangiert worden wie eine gleichzeitige Liaison Annas mit einem Unbekannten. Die Haltlosigkeit dieser Theorie liegt in dem Umstand, dass ein außereheliches Kind Annas von Österreich überhaupt keinen Thronanspruch gehabt hätte, da nach dem alten Salischen Erbrecht nur die legitime männliche Linie des Königshauses zählte. Somit wäre dieses hypothetische Arrangement für Richelieu vollkommen sinnlos gewesen.

### Leiblicher Vater Ludwigs XIV.
Williamson unterstützt die Theorie von Lord Quickswood, dass es sich bei dem geheimnisvollen Gefangenen um den Vater von Ludwig XIV. handelte. Danach wäre Ludwig XIV. selbst Ludwig XIII. nur untergeschoben worden (von Richelieu und Anna von Österreich), um die Thronbesteigung Gaston d’Orléans’ zu verhindern. Den wirklichen Vater schickte man ins Exil ins damals französische Kanada. Als dieser aber versuchte, aus seinem Wissen Kapital zu schlagen, beispielsweise beim englischen König Karl II., der dadurch seine Verhandlungsposition gegenüber Ludwig XIV. hätte verbessern können, wurde er entführt und inhaftiert. Quickswood gibt allerdings selbst zu bedenken, dass der Gefangene dann bei seinem Tod schon weit über 80 gewesen sein müsste, was im Widerspruch zu Zeugenaussagen stehe.

### François de Vendôme
Auch der Großadmiral François de Vendôme, Herzog von Beaufort, als Held der Fronde in Frankreich damals sehr beliebt, ist in diesem Zusammenhang ins Spiel gebracht worden. Dessen Leichnam konnte zunächst nach einer nächtlichen Schlacht bei der Belagerung von Candia durch die Türken auf Kreta am 25. Juni 1669, an der die Franzosen zur Unterstützung der Venezianer teilnahmen, nicht gefunden werden. Die Leichen der gefallenen Feinde wurden nach der Schlacht von den Türken enthauptet, und obwohl Parlamentäre zum Lager der Türken ihn nicht unter den Gefangenen oder den Köpfen der Leichen finden konnten, wurde er in einem wenig später verfassten offiziellen Bericht an Colbert als gefallen bezeichnet. Einer der beiden venezianischen Befehlshaber berichtete ebenfalls, dass er die enthauptete Leiche in goldener Rüstung auf dem Schlachtfeld gesehen hatte und der andere (Montbrun), dass dessen Kopf zum Großwesir nach Istanbul geschickt und auf einer Pike durch die Stadt getragen worden war. Nichtsdestotrotz liefen lange die unterschiedlichsten Gerüchte über Beauforts Schicksal um. Nach Dominique de La Barre de Raillicourt (1960) und Hubert Monteilhet wäre er als Liebhaber Annas von Österreich und wahrer Vater Ludwigs XIV. auf Verlangen des Königs bzw. dessen Minister Colbert, einem erklärten Feind von Beaufort, von den Türken festgesetzt worden. An diese Identität glaubte auch der Dichter François Joseph de Lagrange-Chancel (1677–1758), der zur Zeit Ludwigs XV. ebenfalls auf Sainte-Marguerite gefangen saß und dies vom damaligen Kommandanten erfahren haben wollte. In einem Brief vom 8. Januar 1688 machte sich Saint-Mars über diese damals umlaufenden Gerüchte über die Identität seines Gefangenen und eine andere Vermutung, er wäre ein Sohn Cromwells, lustig.

### Mitwisser der Herkunft Ludwigs XIV.
Vernardeau hält den Gefangenen für Marc de Morelhie, den Schwiegersohn des Leibarztes Annas von Österreich, der die Autopsie Ludwigs XIII. durchgeführt habe, bei der dessen Zeugungsunfähigkeit festgestellt worden sei. Danach hätte der Schwiegervater dieses Geheimnis Morelhie anvertraut. Morelhie starb aber bereits 1680. Außerdem war sein Schwiegervater nachweislich nicht bei der Autopsie zugegen, da er damals noch nicht als Leibarzt der Königin fungierte.

### Mattioli
Nach Informationen, die auf Ludwig XV. zurückgehen, handelt es sich bei dem Mann mit der Maske um den Grafen Ercole Antonio Mattioli (* 1640), einen Minister von Ferdinando Carlo von Gonzaga-Nevers, Herzog von Mantua und Montferrat, der die Übergabe der wichtigen Festung Casale für 100.000 Scudi an die Franzosen aushandelte (am 6. Dezember 1678 in Paris geschlossener Vertrag), dann aber den Handel an Savoyen, Österreich, Spanien und Venedig verriet, um weitere Belohnungen zu erhalten. Der Verrat flog jedoch auf, und der wütende Ludwig XIV. ließ Mattioli 1679 durch den französischen Gesandten d’Estrades entführen und in Pignerol einsperren. Da Mattioli aber bereits 1694 (offensichtlich schon seit einigen Jahren wahnsinnig aufgrund der harten Bedingungen seiner Gefangenschaft) starb, scheint es sich hier um eine Verwechslung zu handeln beziehungsweise um einen weiteren Teil des Mythos. Mattioli blieb bis 1694 in Pignerol und wurde, als die Festung bedroht wurde, nach Sainte-Marguerite gebracht, wo er kurz darauf starb. Andererseits soll der 1703 gestorbene Gefangene mit der Maske unter dem Namen Marchioly in St. Paul begraben worden sein. Mattioli selbst saß als Lestang ein. Anscheinend handelt es sich bei Mattioli, der viel schlechter als die Maske behandelt wurde, um eine falsch gelegte Spur. Es gibt zwar einen Brief Louvois’, in dem er andeutet, dass dieser mit nach Exilles verlegt wurde, dem widerspricht aber ganz eindeutig ein Brief Saint‑Mars’ von 1681 an d’Estrades, der nicht Teil der amtlichen Korrespondenz ist. Er blieb fast bis zu seinem Tode in Pignerole.

### Vivien Lallé de Bulonde
Nach der Entzifferung der militärischen Geheimkorrespondenz von Ludwig XIV. um 1893 durch Étienne Bazeries wurde auch ein Brief an den General Catinat vom 24. August 1691 bekannt, in dem er anweist, den General Vivien Lallé de Bulonde, der nach Ansicht des Königs bei der Belagerung von Cuneo im Piemont aus Feigheit den Feldzug gefährdet hatte, zu verhaften, einzusperren und ihm eine Maske aufzusetzen. Auch hier könnte es sich um einen Teil des Mythos handeln, Bulonde selbst starb aber erst 1709. Ein Argument gegen die Identität mit dem Mann mit der Maske ist, dass er keine Geheimnisse zu verraten hatte und der Grund seiner Gefangenschaft allgemein bekannt war.

### Weitere Theorien
- Nach dem Brief Louvois’ (1669) an den Gefängniskommandanten wird die Maske als ein Diener namens Eustache Dauger (oder d’Auger, d’Oger) in Pignerol eingeliefert. Er wurde vom Gefängnisdirektor Saint-Mars auch als Ersatzdiener für den lebenslang eingesperrten Nicolas Fouquet verwendet, falls dessen eigener Diener krank war. Über einen Dauger ist aber sonst nichts bekannt.
- Nach Andrew Lang ist er ein Diener namens Martin, der in England dem französischen Hugenotten Roux de Marsilly diente. Roux de Marsilly arbeitete in London an einem groß angelegten Aufstand gegen Ludwig XIV., der schon damals die Hugenotten verfolgte, was aber von einem Freund an den französischen Botschafter verraten wurde. Er floh in die Schweiz, von wo er von Agenten Ludwigs XIV. entführt und am 22. Juni 1669 in Paris vier Stunden lang öffentlich gerädert wurde. Der Diener hätte danach Staatsgeheimnisse gewusst und wurde deshalb nach Frankreich gelockt und verhaftet. Er wäre nicht der einzige Gefangene gewesen, den man danach schlicht vergessen hätte. Andererseits sprechen Louvois’ fortgesetzte Anweisungen dafür, dass der Gefangene im Besitz auch später wichtiger Staatsgeheimnisse war.
- John Noone wandelt Andrew Langs These etwas ab. Danach ist er ein Diener, der zufällig von einem Staatsgeheimnis erfuhr (etwa einer Intrige von Louvois, diskutiert wird zum Beispiel der Plan einer Ermordung von Colbert[19]). Saint Mars hätte nach Noone das Masken-Theater nur inszeniert, um seine eigene Wichtigkeit aufzubauschen und weiter Karriere zu machen, nachdem seine Hauptgefangenen Lauzun und Fouquet entlassen beziehungsweise gestorben waren.
- Auch nach dem Historiker Jean-Christian Petitfils (L’homme au masque de fer, Paris 1970) ist er zwar Staatsgefangener (ein Diener mit Kenntnis irgendwelcher Geheimnisse), der Rest aber nur eine Erfindung bzw. Inszenierung von Saint-Mars, um seine Truppen von der Wichtigkeit der Bewachung der abgelegenen Festung zu überzeugen.
- Im Jahre 1669 waren Geheimverhandlungen zwischen Ludwig XIV. und dem englischen König Karl II. (Vertrag von Dover) im Gange, bei dem es auch um eine Rückkehr zum Katholizismus in England mit Frankreichs Hilfe ging, die Karl II. für Subsidien und die Unterstützung gegen die Niederlande in Aussicht stellte. Eine der vielen darin verwickelten Personen (auch wenn sie nur Diener, Boten oder zufällige Mitwisser waren) könnte inhaftiert worden sein, um das Stillschweigen zu garantieren. In diesem Zusammenhang stehen auch Vermutungen, dass es sich um den angeblichen Sohn von Karl II., James de la Cloche, handelt, der 1668 nach England kam und nach Rom geschickt wurde, wo sich seine Spur verliert.[20]
- Der Sohn (Dauphin) von Ludwig XV. bedrängte seinen Vater mehrfach, ihm das Geheimnis um den Gefangenen aufzudecken.[21] Der König äußerte aber, dass er einen Eid geleistet habe, zu schweigen. Auch gegenüber seinem Minister Choiseuil äußerte er sich so. Weiter bedrängt, sagte er, der mysteriöse Gefangene sei eine unbedeutende Person gewesen, die aus der Ähnlichkeit mit dem König Kapital geschlagen habe. Als wiederum Madame de Pompadour den König ähnlich neugierig bedrängte, präsentierte er die Mattioli-Hypothese als des Rätsels Lösung – der Mann mit der Maske sei der Sekretär eines italienischen Fürsten gewesen. Auch Ludwig XVI. äußerte sich entsprechend gegenüber Marie-Antoinette. Ludwig XVIII. behauptete gegenüber La Rochefoucault, er habe wie alle Nachfolger Ludwigs XIV. einen Eid abgelegt, nichts zu verraten, um die Ehre dieses Königs nicht zu beschmutzen.
- Die Herzogin von Orléans schrieb in einem Brief vom 22. Oktober 1711, es handele sich um einen englischen Adligen, der in ein jakobitisches Komplott gegen Wilhelm von Oranien verwickelt sei (Teil des Komplotts des dafür 1697 hingerichteten Sir John Fenwick). Aus heutiger Sicht ist diese Hypothese unhaltbar. Sie gilt als der Ausgangspunkt von Bemühungen, einen Engländer als Kandidaten für die Identität des Mannes mit der Maske ins Spiel zu bringen. Als weiteres Argument könnte der Umstand, dass er in der Hafenstadt Dünkirchen verhaftet wurde und wahrscheinlich per Schiff aus England kam, herangezogen werden.
- Der maskierte Gefangene sei ein Sohn aus der Verbindung von Ludwig XIV. mit dessen Mätresse Louise de La Vallière, ein Graf von Vermandois, der dem Dauphin eine Ohrfeige gegeben habe und deshalb lebenslang eingesperrt wurde.[22] Es gab tatsächlich einen von Ludwig XIV. 1669 legitimierten Sohn dieses Namens (geb. 1667, gest. 1683) mit der La Valliere, der beim König wegen Homosexualität in Ungnade gefallen war.
- Der Mann mit der Maske sei ein Halbbruder von Ludwig XIV., in dieser Hypothese seitens Ludwig XIII. Rupert Furneaux weist auf die Ähnlichkeit von Louis Oger de Cavoye (1640–1716) mit dem König hin.[23] Dieser war seit Kindertagen mit dem König eng befreundet und dessen Grand Marechal de Logis (Palastmarschall). Auf den Wunsch von Cavoye ließ der König dessen Bruder Eustache verhaften. Dies geschah aber schon 1668, und Eustache starb elf Jahre später im Gefängnis Saint-Nazaire. Eustache war Leutnant der Garden. Er tötete einen Pagen und beging „Ausschweifungen“ (debaucheries) am Karfreitag (bei denen unter anderem ein Priester ein Schwein taufte), mit der Folge, dass sich seine Familie von ihm lossagte. Pagnol hält es für wahrscheinlich, dass der Deckname Eustache Dauger für den Maskenmann von Louvois nach diesem Fall gewählt wurde.
- Der Maskierte sei der lothringische Ritter de Harmoises, der an der Spitze einer Verschwörung gegen Ludwig XIV. in den spanischen Niederlanden stand.[24] Er wurde in Péronne am 29. März 1673 verhaftet und wäre nach dieser Hypothese deshalb so streng bewacht worden, weil hohe Adlige Mitwisser der Verschwörung waren.
- Der Mann mit der Maske sei Herzog von Monmouth gewesen, auf die Vermutung hin, Jakob II. hätte nicht den eigenen Neffen Monmouth, der gegen ihn rebellierte, 1685 hinrichten lassen, sondern ihn durch einen anderen ersetzt. Diese Hypothese scheint ebenfalls lediglich dem Bemühen zu entspringen, unbedingt einen Engländer als Kandidaten zu präsentieren.
- Der geheimnisvolle Gefangene sei ein Sohn Oliver Cromwells gewesen. Diese Lesart geht anscheinend auf einen Brief von Saint-Mars selbst vom 8. Januar 1688 zurück, in dem er mitteilt, die Welt würde glauben, der Gefangene sei entweder ein Sohn Cromwells oder der Herzog von Beaufort. Richard Cromwell verschwand zwar 1671, um der Verfolgung zu entgehen, tauchte aber 1680 wieder auf und starb 1712. Diese Version kann als eine damals gelegte falsche Spur angesehen werden.
- Der maskierte Häftling sei Nicolas Fouquet selber gewesen,[25] dessen scheinbarer Tod in Pignerol von Colbert und Louvet inszeniert worden sei, um eine in Aussicht gestellte Rehabilitation zu verhindern. Pagnol weist in seinem Buch aber überzeugend nach, dass Fouquet im Gefängnis starb; wahrscheinlich wurde er vergiftet. Tatsache ist, dass Fouquets Leichnam nicht im Familiengrab liegt, aber das kann praktische Gründe gehabt haben.
- Duvivier versucht in seinem Buch zu beweisen, dass der Maskierte ein professioneller Giftmischer war, der Fouquet vergiftete, bevor dieser entlassen wurde. Als Beleg zitiert er einen merkwürdigen Brief[26] von Louvois an Saint-Mars wenige Monate nach Fouquets Tod, in dem er um die Übersendung eines ungenannten Gegenstandes bittet und fragt, woher Dauger die Drogen habe, die zu seiner Herstellung nötig seien.
- Der geheimnisvolle Häftling sei der von Franzosen entführte armenische Patriarch Avetik von Tokat († 1711). Tatsächlich saß dieser in Mont Saint-Michel und in der Bastille ein, aber erst ab 1706, und kam 1711 wieder frei.
- Weitere Kandidaten waren Herzog Henri II. von Guise, und man hat sogar den Dichter Molière[27] sowie das Vorbild für Dumas’ Romanfigur d’Artagnan[28] in Erwägung gezogen.

## Zusammenfassung: die beiden Hauptthesen
Fast alle aufgestellten Hypothesen über diesen „weißen Wal“ historischer Fährtensucher können heute nach mehr als 200 Jahren intensiver Forschung, die gleich gegen Ende des Ancien Régime einsetzte, als widerlegt gelten oder stehen auf schwachen Füßen. Der letzte, der des Rätsels Lösung kannte, war anscheinend der französische Kriegsminister Chamillart, der sie, wie Voltaire überliefert, trotz Bitten seines Schwiegersohns 1721 mit ins Grab nahm.

### Verwandter des Königs
Der Schwachpunkt all jener Hypothesen, die eine Verwandtschaft zwischen Ludwig XIV. und dem Gefangenen sehen wollen, ist, dass es der Königsmutter Anna von Österreich, aufgrund der strengen sozialen Überwachung, vollkommen unmöglich war, eine Affäre zu unterhalten. Anna war aber während ihrer Ehe viele Male schwanger, was also auch gegen eine vermeintliche Zeugungsunfähigkeit Ludwigs XIII. spricht. Beides spricht dafür, dass Anna von Österreich ihr Leben lang nur mit Ludwig XIII. verkehrte. Da die Geburten im französischen Königshaus traditionell öffentlich stattfanden, ist auch ausgeschlossen, dass eine Zwillingsgeburt vertuscht werden konnte. Da bei der Geburt Ludwigs XIV. insgesamt mehrere hundert Personen anwesend waren, ist dessen Geburt sogar außerordentlich gut durch Memoiren und Briefe dokumentiert, so ausführlich wie bei kaum einer anderen Person der Geschichte. Aus besagten Gründen müssen solche Verwandtschaftstheorien also als eher unrealistisch bewertet werden. Hinzu kommt, dass die zeitweilige Verwendung des Gefangenen als Diener eine hohe Geburt fast mit Sicherheit ausschließt.

### Diener
Die Schwäche der Dienerhypothesen liegt in dem Umstand, dass für die Bequemlichkeit des Gefangenen keine Kosten gescheut wurden und Ludwig XIV. sich persönlich für ihn interessierte. Außerdem hätte man einen einfachen Diener wahrscheinlich getötet. Pagnol hält denn auch die Bezeichnung als Diener für ein Täuschungsmanöver und meint, die „Dienerrolle“ bei Fouquet wäre eher die eines Sekretärs gewesen, die Dauger nach langer Einzelhaft als Vergünstigung gewährt wurde.

## Literarische Bearbeitung
- Anonym: Geschichte des Mannes mit der eisernen Maske. Gehra, Neuwied 1790
- Jean Baptiste S. de Saint-Mihiel: Der wahre Mann in der eisernen Maske. Verlag Johann Gottfried Hanisch, Hildburghausen 1792 (Originalausgabe: Le véritable homme dit au masque de fer, Straßburg 1790)
- Jean d’Aillon: Le Dernier Secret de Richelieu. Edition du Masque, Paris 2005, ISBN 2-7024-9771-3.
- Anna Burg: Der Mann mit der eisernen Maske. Erzählung für die reifere Jugend. Rascher, Zürich 1934.
- Alexandre Dumas der Ältere: Der Mann mit der eisernen Maske (Dritter Teil von Le Vicomte de Bragelonne ou Dix ans plus tard, zuerst erschienen in Fortsetzungen 1847 bis 1850). Aufbau-Verlag, Berlin 1998, ISBN 3-7466-1392-2 (der dritte Band von Die drei Musketiere)
- Elisabeth Guénard: L’homme au masque de fer ou les illustres jumeaux. Histoire véritable. Locard & David, Paris 1821/28 (4 Bde.)
- Victor Hugo: Les Jumeaux (Die Zwillinge), zu Lebzeiten unveröffentlichtes Drama, 1839
- Maurice Leblanc: Die hohle Nadel oder die Konkurrenten des Arsène Lupin. Diogenes-Verlag, Zürich 1976, ISBN 3-257-20239-3 (zuerst 1909, engl. Ausgabe online: )
- Charles de Mouhy: Le Masque de fer, ou les Aventures admirables du père et du fils. Romance l’espagnol. Desjonquères, Paris 1983, ISBN 2-904227-04-2 (Repr. d. Ausg. Paris 1746)
- Marcel Pagnol: Die Eiserne Maske. Der Sonnenkönig und das Geheimnis des großen Unbekannten (Le masque de fer). Piper, München 1999, ISBN 3-492-22775-9 (erzählerische Fiktion ist nur das Schlusskapitel in diesem Sachbuch).
- Jean B. Regnault-Warin: Der Mann mit der eisernen Maske (L’homme au Masque de fer). Verlag Fleischer, Leipzig 1804.
- Alfred de Vigny: La prison (Gedicht). In: Œuvres. Edition du Seuil, Paris 1965.
- Paul V. Wichmann: Die eiserne Maske. Historischer Roman aus den Archiven der Herzöge von Conde und Rohan. Verlag Costenoble, Jena 1887 (2 Bde.)
- Heinrich Zschokke: Der Mann mit der eisernen Maske. Trauerspiel in 5 Akten. (nach Zwillingsbruder-These)

## Verfilmungen
Der Stoff wurde häufig verfilmt. Zu den bekanntesten Verfilmungen zählen:
- Der Mann mit der eisernen Maske (1923), Regie Max Glass
- Die eiserne Maske (1929), mit Douglas Fairbanks senior
- Der Mann mit der eisernen Maske (1939), Regie James Whale, mit Louis Hayward
- Le Masque de Fer (1963), Regie Henri Decoin, mit Jean Marais
- Der Mann mit der eisernen Maske (1977), Regie Mike Newell, mit Richard Chamberlain in der Hauptrolle, Louis Jourdan als d´Artagnan und Patrick McGoohan als Fouquet.
- Das Geheimnis der eisernen Maske (1979), Regie Ken Annakin, Beau Bridges in der Hauptrolle, Cornel Wilde als d´Artagnan, Sylvia Kristel als Maria Theresa und Ian McShane als Fouquet.
- Der Mann in der eisernen Maske (1998), Regie Randall Wallace, mit Leonardo DiCaprio in der Titelrolle sowie Gabriel Byrne, Jeremy Irons, John Malkovich und Gérard Depardieu als die vier Musketiere.

Alle Verfilmungen basieren auf dem Roman von Alexandre Dumas.

## Vertonungen
- The Samurai of Prog: The Man in the Iron Mask. 2023